# Гіларі і Джекі
«Гіларі та Джекі» (англ. Hilary and Jackie) — британський кінофільм 1998 року. Знятий за автобіографічною книгою Гіларі Дю Пре. Історія про двох сестер, які розділили пристрасть, безумство та чоловіка.

## Синопсис
Дві сестри-подруги однаково талановиті і віддані музиці, вступають у світ, що неодмінно хоче розділити їх споріднені та надзвичайно близькі душі. Джекі (Емілі Вотсон) отримує від життя славу, Гіларі (Рейчел Гріффітс) — затишне сімейне життя. І між ними утворюється прірва. 
Спочатку сюжетна лінія розкручується навколо Гіларі і в ті випадки, коли вона переплітається із життям Джекі, просто дивуєшся егоїзму, впертості та цинізму останньої. Але потім події ніби повторюються, але вже через сприйняття Джекі і починаєш по-своєму розуміти її хворобливе бажання сестриного чоловіка, а насправді — відчуття певного душевного комфорту біля вдаваного спільного сімейного вогнища. Це глибоко ранить серце Гіларі і змушує її відмовити сестрі. 
Власне подружнє життя Джекі дарує скоріше професійне задоволення, а від так — нові виснажливі концерти, записи, репетиції. Джекі починає розуміти, що всі (у тому числі і її чоловік) захоплюються не її особистістю, а її віртуозною грою, хоча, з іншої сторони не може збагнути, що музика і є частина її самої. Це неминуче призводить до психічного розладу і прогресуючого каліцтва Джекі. Вона перестає ходити, втрачає зір, слух, мову. І хто як не Гіларі своєю любов'ю заспокоїть зболену душу і принесе примирення…